# Barepan
Barepan is een bestuurslaag in het regentschap Klaten van de provincie Midden-Java, Indonesië. Barepan telt 2423 inwoners (volkstelling 2010).